# Sumedha
En textos budistas, Sumedha es una vida anterior de Gotama Buddha (Pali; Sánscrito: Gautama) en la que declara su intención de convertirse en Buda. Los textos budistas describen que esto ocurre cuando Gotama Buddha es todavía un aspirante a la iluminación (Pali: bodhisatta, Sánscrito: bodhisattva). Las tradiciones consideran la vida de Sumedha como el comienzo del viaje espiritual que conduce al logro de la Budeidad por parte de Gotama en su última vida, un viaje que tiene lugar a lo largo de muchas vidas. Nacido en una familia de brahmanes, Sumedha comienza a vivir como un asceta en las montañas. Un día se encuentra con el Buda Dīpankara (sánscrito: Dīpaṃkara) y Sumedha le ofrece su propio cuerpo para que camine sobre el mismo. Durante este sacrificio, Sumedha hace un voto en el que declara que aspirará a ser un Buda en una vida futura, lo que Dīpankara confirma mediante una profecía.
El encuentro entre Sumedha y Dīpankara Buddha es la historia budista más antigua conocida que trata sobre el camino de un bodhisatta, y desde el punto de vista interpretativo de la escuela Theravada dicha crónica ha sido descrita como la de un ideal. Es la historia más detallada de una vida anterior de Buda y una de las más populares del arte budista. Está representada en muchos templos de la escuela Theravada y al menos se alude a ella en innumerables libros sobre budismo. Los budistas Theravāda han hecho a menudo alusión a la historia de Sumedha como un ejemplo de servicio desinteresado.
- Datos: Q89927345